# Indicatorbuis

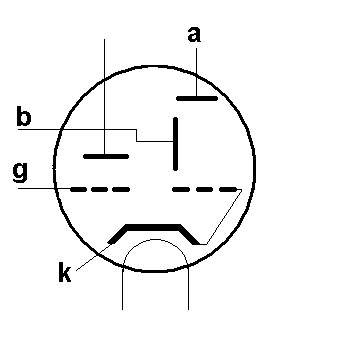
Schematisch symbool
a=anode, k=kathode
g=rooster, b=afbuiging

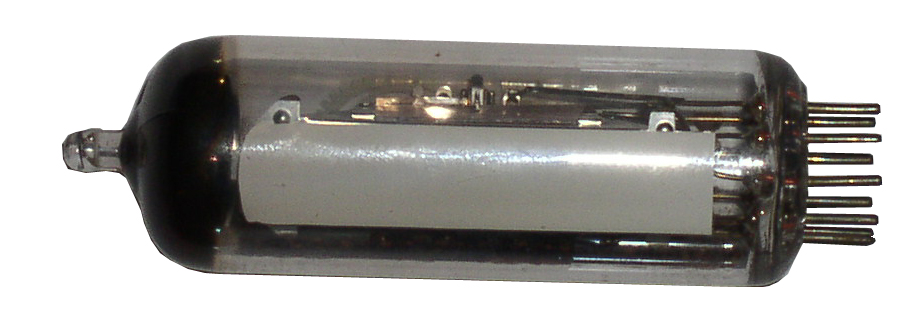
Indicatorbuis EM84, 68×20mm

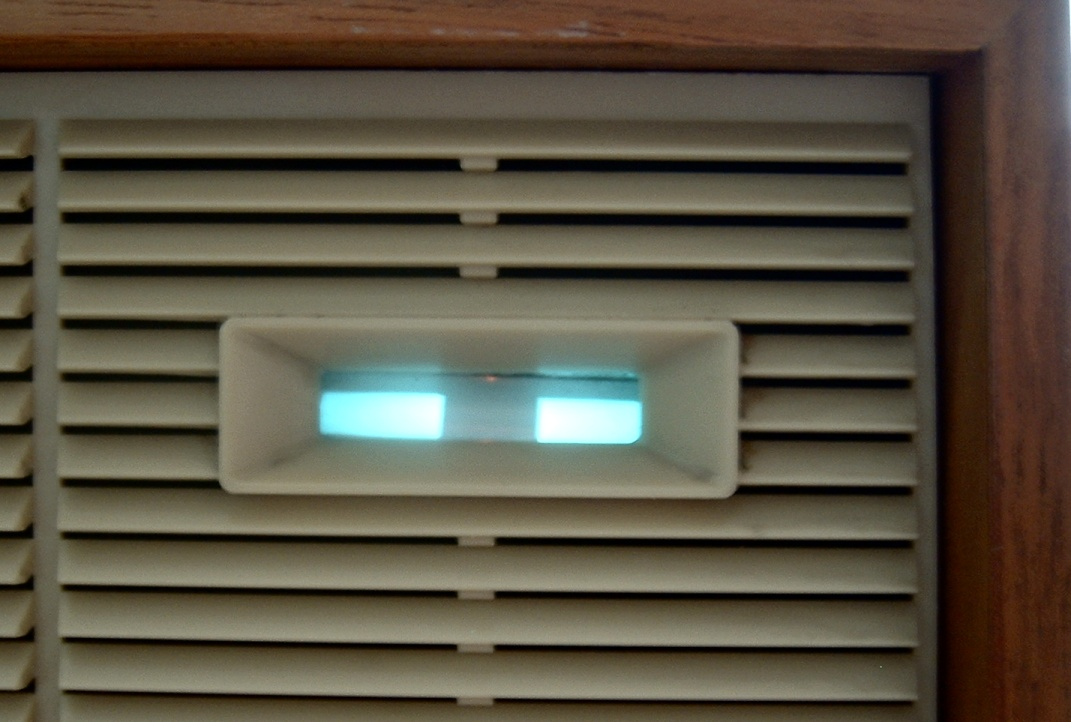
Indicatorbuis EM84 in bedrijf. Als de zender sterk genoeg is, raken beide groene balkjes elkaar in het midden.

Een indicatorbuis is een elektronenbuis die gebruikt werd in een radio-ontvanger als afstemindicator (afstemoog) om te kunnen beoordelen hoe sterk de ontvangst was van het ontvangen radiosignaal. Ook in bandrecorders werd een indicatorbuis gebruikt om tijdens de bandopname de signaalsterkte te kunnen beoordelen, opdat de band niet onder- of overstuurd zou worden. 
Een indicatorbuis is een eenvoudige vorm van een kathodestraalbuis.
Een indicatorbuis werd wel kattenoog genoemd. De allereerste modellen (EM1, EM4) waren rond en afhankelijk van de signaalsterkte zag men onder en boven een nauwe groene streep bij weinig signaal tot bijna een halve cirkel bij een sterk signaal. Dit lijkt sterk op de reactie van een kattenoog op variaties in lichtsterkte.
Na het ronde model kwam er een kleiner langwerpig model (zie afbeelding: EM84), waarin de uiteinden als twee in grootte variabele, verlichte vlakken zichtbaar waren.
Philips heeft naast deze twee vormen nog een derde model indicatorbuis geproduceerd, de EM80.
De getoonde indicatorbuis EM84 werd door Philips vanaf 1959 gemaakt. Voorlopers werden rond 1930 in de duurdere modellen radio's toegepast. Met de opkomst van de transistorradio in de jaren 60 werd de indicatorbuis vervangen door een signaalsterktemeter, gebaseerd op het principe van de draaispoelmeter.
diode ·
triode ·
tetrode ·
pentode ·
hexode ·
heptode ·
octode ·
enneode

kathodestraalbuis ·
indicatorbuis ·
fotocel ·
fotomultiplicator ·
klystron ·
magnetron ·
lopende-golfbuis ·
geigerteller ·
gasontladingsbuis ·
thyratron ·
kwikdampgelijkrichter ·
ignitron